# بیمارستان نبوت (کنارک)
بیمارستان نبوت بیمارستانی متعلق به نیروی دریایی ارتش جمهوری اسلامی ایران در شهر کنارک، استان سیستان و بلوچستان است که وابسته دانشگاه علوم پزشکی ارتش می باشد.